# 瀬見温泉
瀬見温泉（せみおんせん）は、山形県最上郡最上町（旧国出羽国、明治以降は羽前国）にある温泉。山形県を訪問する歴代の天皇・皇后が何度も宿泊したことがある"定宿"のような温泉である。

## 泉質
- 含石膏食塩泉

## 温泉街
小国川沿いに温泉街が広がる。温泉街の道は狭いが、融雪用のパイプが通っており、冬場の安全な往来を確保している。
1971年（昭和46年）に条例を整備して温泉旅館への配湯事業と地域住民への共同浴場の管理運営を行ってきたが、2016年度（平成28年度）に老朽化した旧施設を共同浴場「せみの湯」に改め、地域の共同浴場の機能を残しつつ一般客も入浴可能とした。共同浴場「せみの湯」は足湯、内湯、露天風呂、ふかし湯からなる。
JR陸羽東線・国道47号沿いにある赤倉温泉および鳴子温泉郷（宮城県大崎市鳴子）との間で、共通の湯めぐりチケットが発行されており、県境を越えた湯巡りをすることが出来る。

## 歴史
開湯伝説によれば、武蔵坊弁慶による発見とされる。源義経の子供、亀若丸の産湯を探していた際、小国川の川辺の岩を薙刀（なぎなた）で砕いたところ温泉を発見したといわれ、それが温泉の湧出する「薬研の湯」であるとされる（「薬研の湯」は高温のため入浴できず景色を眺める観光スポットになっている）。

## アクセス
- 鉄道：陸羽東線瀬見温泉駅下車

## 周辺
- 川の駅 ヤナ茶屋もがみ

## 関連人物
- つげ義春
- マキエマキ